# Bathyblennius
Bathyblennius is een monotypisch geslacht van straalvinnige vissen uit de familie van naakte slijmvissen (Blenniidae).

## Soort
- Bathyblennius antholops (Springer & Smith-Vaniz, 1970)